# نويل كوب
نويل كوب (بالإنجليزية: Noel Cobb)‏ هو شاعر أمريكي، ولد في 21 مارس 1938، وتوفي في 2 يناير 2015.